# Ricardo Chavarín
Ricardo Heliodoro Chavarín Dueñas (Atenguillo; 3 de julio de 1951), también conocido con el apodo de El Astroboy (por el personaje de dibujos animados), es un exfutbolista mexicano que jugó de delantero.

## Trayectoria
Comenzó su carrera profesional en 1969 con el Nacional de su ciudad natal en Segunda División. Tras dos años con los "Pericos", fichó por el rival de la ciudad Atlas, que además descendió en el verano de 1971 a la temporada 1971-72 y con el que ascendió de inmediato a Primera División.
En 1976, se mudó de los "Rojinegros" a la vecina Universidad de Guadalajara, con quien terminó subcampeón de la Liga dos veces, en las campañas 1975-76 y 1976-77.

## Selección nacional
Entre 1971 y 1979 hizo un total de once apariciones internacionales con la selección mexicana y anotó su único gol para el 1-0 del descanso en un amistoso contra la selección de Alemania Oriental el 1 de agosto de 1975, que se perdió 2-3.

### Participaciones en Campeonatos Concacaf
| Copa                                          | Sede              | Resultado     | Part. | Goles |
| --------------------------------------------- | ----------------- | ------------- | ----- | ----- |
| Campeonato de Naciones de la Concacaf de 1971 | Trinidad y Tobago | Campeón       | 3     | 0     |
| Campeonato de Naciones de la Concacaf de 1973 | Haití             | Tercer puesto | 2     | 0     |

## Clubes
| Club                     | País   | Año       |
| ------------------------ | ------ | --------- |
| Nacional                 | México | 1969-1970 |
| Atlas                    | México | 1970-1976 |
| Leones Negros de la UdeG | México | 1976-1980 |
| Coyotes Neza             | México | 1980-1981 |

## Palmarés

### Títulos nacionales
| Título           | Club  | País   | Año     |
| ---------------- | ----- | ------ | ------- |
| Segunda División | Atlas | México | 1971-72 |

### Títulos internacionales
| Título                                | Equipo                   | Sede          | Año  |
| ------------------------------------- | ------------------------ | ------------- | ---- |
| Campeonato de Naciones de la Concacaf | México                   | Puerto España | 1971 |
| Copa de Campeones de la Concacaf      | Leones Negros de la UdeG | México        | 1978 |